# زاك ماكمات
زاك ماكمات (بالإنجليزية: Zac MacMath)‏ (7 أغسطس 1991 بسانت بيترسبرغ في الولايات المتحدة - ) هو لاعب كرة قدم أمريكي في مركز حراسة المرمى. شارك مع منتخب الولايات المتحدة تحت 17 سنة لكرة القدم ومنتخب الولايات المتحدة تحت 20 سنة لكرة القدم. أما مع النوادي، فقد لعب مع فيلادلفيا يونيون وكولورادو رابيدز.

## وصلات خارجية
- زاك ماكمات على موقع الاتحاد الدولي (مؤرشف)  (الإنجليزية)
- زاك ماكمات على موقع الدوري الأمريكي (الإنجليزية)
- زاك ماكمات على موقع إي إس بي إن إف سي (الإنجليزية)
- زاك ماكمات على موقع قاعدة بيانات كرة القدم.إي يو (الإنجليزية)
- زاك ماكمات على موقع Soccerbase.com (لاعب) (الإنجليزية)
- زاك ماكمات على موقع Soccerway.com (الإنجليزية)
- زاك ماكمات على موقع عالم كرة القدم.نت (الإنجليزية)
- زاك ماكمات على موقع AS.com (الإسبانية)